# 通貝斯河

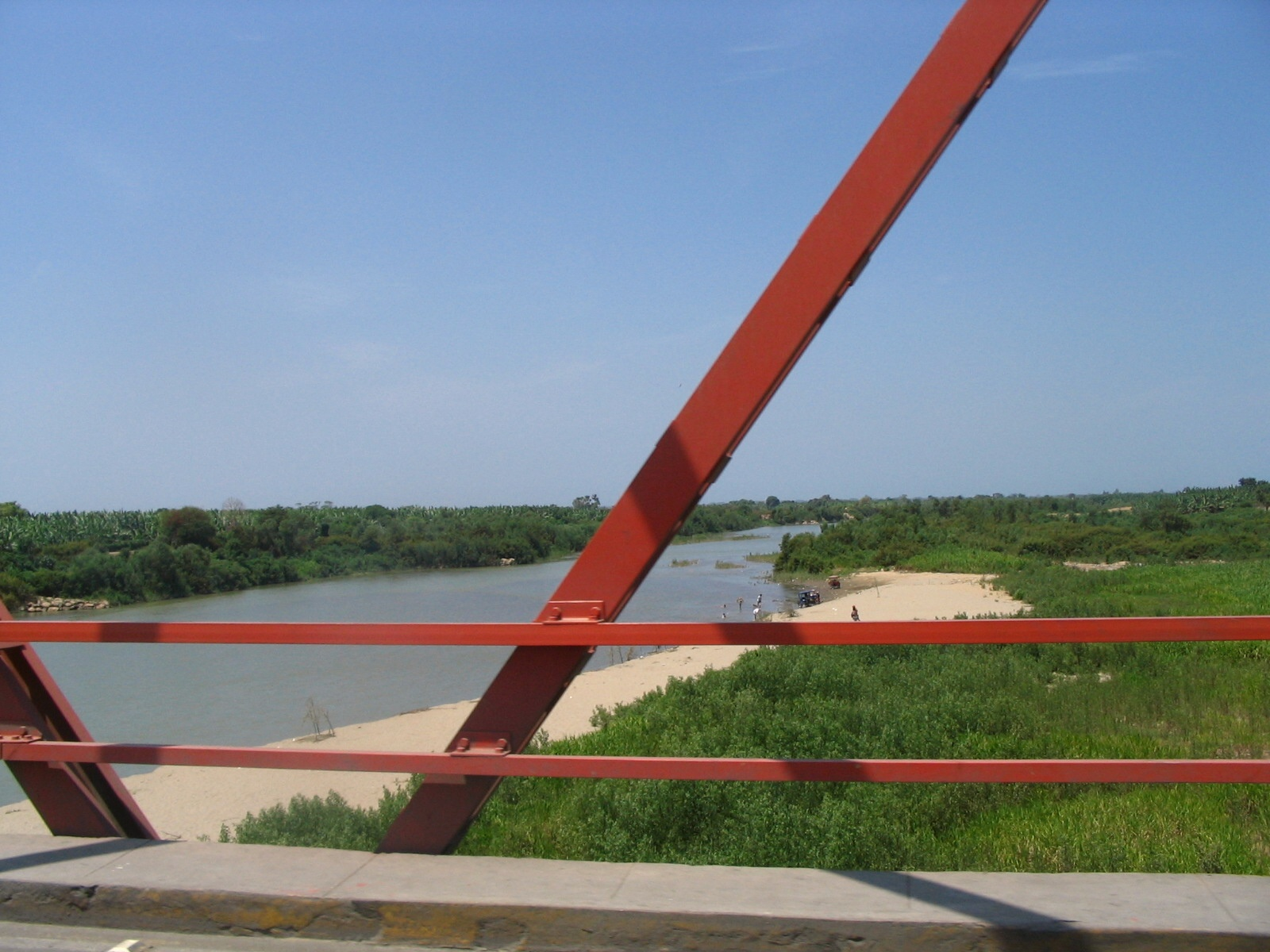
通貝斯河

通貝斯河（西班牙語：Río Tumbes/Túmbez，在厄瓜多爾稱）是南美洲的河流，發源地在厄瓜多爾的埃爾奧羅省與洛哈省接壤的邊界，流經洛哈省和通貝斯大區的邊界。通貝斯河進入秘魯的北部海岸，流入太平洋。
3°30′S 80°27′W / 3.500°S 80.450°W